# Dulov
Dulov este o comună slovacă, aflată în districtul Ilava din regiunea Trenčín. Localitatea se află la altitudinea de 250 m deasupra n.m., se întinde pe o suprafață de 5,53 km2 și în 2017 număra 918 locuitori.

## Istoric
Localitatea Dulov este atestată documentar din 1257.

## Demografie
| An:                | 1994 | 2004   | 2014   | 2024   |
| ------------------ | ---- | ------ | ------ | ------ |
| Număr de persoane: | 916  | 926    | 921    | 888    |
| Diferență:         |      | +1,09% | −0,53% | −3,58% |

| An:                | 2023 | 2024   |
| ------------------ | ---- | ------ |
| Număr de persoane: | 899  | 888    |
| Diferență:         |      | −1,22% |